# Sankt Savas kyrka, Maradik
Sankt Savas kyrka (serbisk kyrilliska: Црква Светог Саве; latinska: Crkva Svetog Save) är en serbisk-ortodox kyrkobyggnad belägen vid Fruškogorskagatan 23, i byn Maradik i provinsen Vojvodina, i norra Serbien.
Kyrkan är helgad åt Sankt Sava, som grundade den Serbisk-ortodoxa kyrkan och var dess första ärkebiskop. Den tillhör Srems stift och är en av de viktigaste byggnaderna i byn.

## Historik
Sankt Savas kyrka i Maradik att började byggas år 1776.
Sedan 1980 är kyrkan stämplat som ett kulturmärke.

## Kyrkan
- Kyrkan är byggd i barockstil och är enskeppig.
- Inne i kyrkan finns en ikonostas som målades av Teodor Ilić Češljar, som var en av de mest berömda serbiska barock- och rokokomålarna under den andra halvan av 1700-talet.
- Inuti finns också ett antal ikoner som är gjorda av trä och som tillverkades 1816.